# Felix von Nicosia

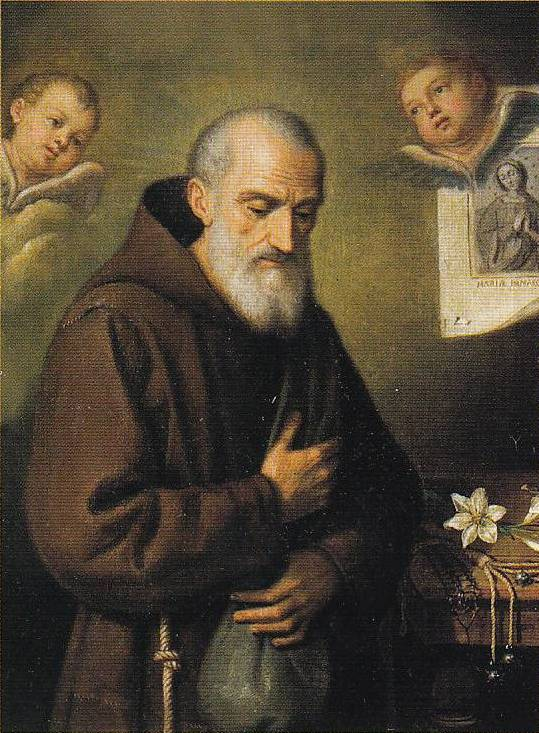
Felix von Nicosia

Felix von Nicosia (it.: Felice da Nicosia), geboren als Giacomo Amoroso, (* 5. November 1715 in Nicosia, Sizilien; † 31. Mai 1787 ebenda) war ein italienischer Kapuziner.

## Leben
Giacomo, der zuvor Schuster war, trat 1743 den Kapuzinern bei und nahm den Ordensnamen Felix an. Vom Konvent wurde er zum Betteln ausgesandt. Er wurde 1888 von Papst Leo XIII. selig- und am 23. Oktober 2005 von Papst Benedikt XVI. heiliggesprochen. Er galt seinen Zeitgenossen als mystisch begabt. 
Sein Gedenktag in der Liturgie ist der 31. Mai.